# Hairuddin Omar
Hairuddin Omar, né le 29 septembre 1979 dans le district de Setiu (en) (Malaisie, est un footballeur international malaisien. Il évolue au poste d'attaquant.

## Biographie

### Carrière en équipe nationale
Il participe à la Coupe d'Asie 2007 avec la Malaisie. Il compte 46 sélections officielles et 11 buts en sélection nationale entre 2000 et 2009.

## Palmarès

### En club
- Terengganu FA :
  - Vainqueur de la Coupe de Malaisie en 2001.

- Pahang FA :
  - Champion de Malaisie en 2004.
  - Vainqueur de la Coupe de la Fédération de Malaisie en 2006.

- Negeri Sembilan FA :
  - Vainqueur de la Coupe de Malaisie en 2009 et 2011.

- Kelantan FA :
  - Vainqueur de la Coupe de Malaisie en 2010.

- ATM FA :
  - Champion de Malaisie de D2 en 2012.

### En sélection nationale
- Finaliste des Jeux d'Asie du Sud-Est en 2001.

## Statistiques

### Buts en sélection
Le tableau suivant liste les résultats de tous les buts inscrits par Hairuddin Omar avec l'équipe de Malaisie.